# Незнайка (приток Восьмы)
Незнайка — река в России, протекает в Московской и Тульской областях. Левый приток Восьмы.
Длина реки составляет 11 км. Берёт начало у деревни Агарино Серпуховского района Московской области. Течёт на восток по открытой местности. Впадает в Восьму в 15 км от её устья, ниже деревни Туэлино Ясногорского района Тульской области.
По данным Государственного водного реестра России, относится к Окскому бассейновому округу. Речной бассейн — Ока, речной подбассейн — бассейны притоков Оки до впадения Мокши, водохозяйственный участок — Ока от города Серпухова до города Каширы.